# Liga de los Comunistas Alemanes Occidentales
La Liga de los Comunistas Alemanes Occidentales (en alemán: Bund Westdeutscher Kommunisten, abreviado BWK) fue una organización política alemana, de ideología comunista, activa entre 1980 y 1995. Tras la reunificación alemana, se fusionó con el Partido del Socialismo Democrático.

## Historia

### Fundación y activismo en Alemania Occidental
La BWK fue fundada en Mannheim el 20 de septiembre de 1980, después de escindirse de la Liga Comunista de Alemania Occidental (KBW). Esta escisión se produjo en medio de la campaña electoral de las elecciones federales de 1980, y fue dirigida por Jörg Detjen y Martin Fochler. Cerca de 600 militantes de la KBW participaron en la fundación de la BWK. La organización estableció su sede en Colonia.
A fines de los años 80, la BWK era una de las pocas organizaciones de su tipo en Alemania Occidental. A partir de 1988, la BWK estuvo activa en siete de los diez estados federados. Fue una fuerza dominante en la organización "Frente Popular contra la Reacción, el Fascismo y la Guerra" (Volksfront gegen Reaktion, Faschismus und Krieg). Electoralmente, la BWK se presentó durante la década de 1980 a varias elecciones estatales y también en las elecciones federales de 1983, pero nunca superó el 0,0% de los votos.

### Integración en el PDS
A principios de la década de los 90, la BWK fundó una serie de organizaciones donde se vinculó el Partido del Socialismo Democrático (PDS). Finalmente, la BWK se disolvió en marzo de 1995 y sus miembros se integraron al PDS, siendo la primera organización política de la antigua Alemania Occidental en unirse al partido.